# Universidad Federal de Río de Janeiro

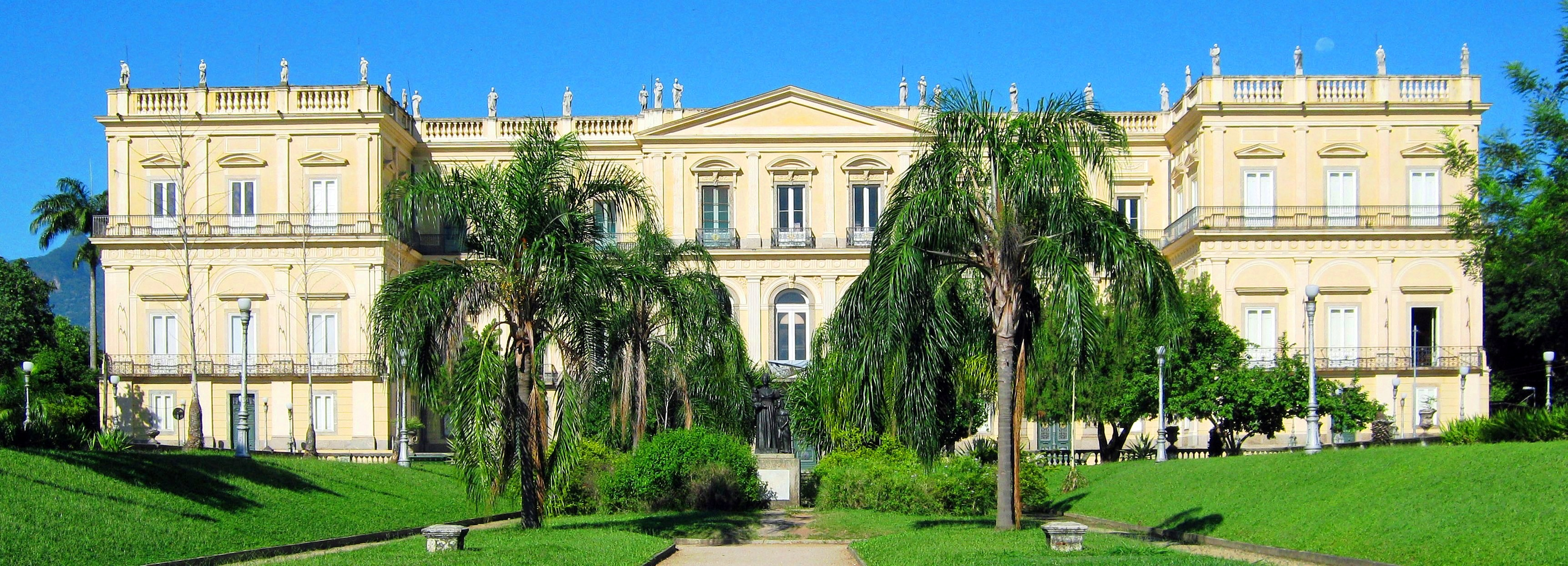
Museo Nacional, parte de la universidad.

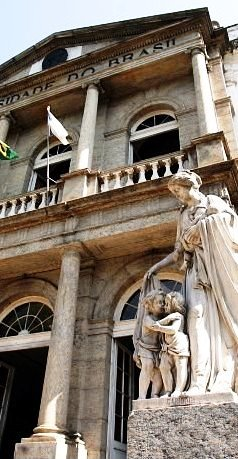
Palacio Universitario.

La Universidad Federal de Río de Janeiro (en portugués: Universidade Federal do Rio de Janeiro, UFRJ), también conocida como Universidad de Brasil es la mayor universidad federal de Brasil. Se ubica en la ciudad de Río de Janeiro, con tres campus: Ilha do Fundão, Praia Vermelha y la zona de humanidades en el IFCS y tres edificios independientes en el centro de la ciudad. Fue fundada en 1920, originalmente con el nombre de "Universidad de Brasil". Algunas de sus escuelas datan de tiempos coloniales.
Hay más de 80 colegios y universidades en la ciudad de Río de Janeiro.
UFRJ es la cuarta en el ranking de las mejores universidades de América Latina, según la clasificación Webométrica del Consejo Superior de Investigaciones Científicas de España.

## Historia

### Creación

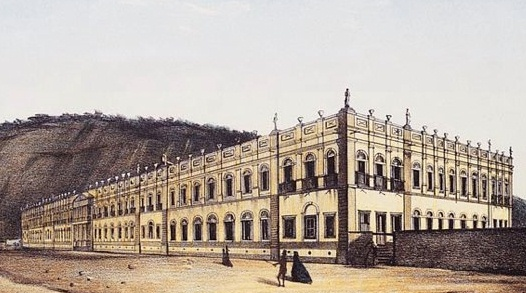
Palacio Universitario en el, cuando funcionaba como hospicio. El edificio fue cedido a la Universidad de Brasil sólo en 1949.

La Universidad Federal de Río de Janeiro es descendiente directa de los primeros cursos de educación superior de Brasil. Creada el 7 de septiembre de 1920 (Día de la Independencia de Brasil) por el presidente Epitácio Pessoa a través del Decreto de Ley 14343, la institución se denominó inicialmente "Universidad de Río de Janeiro". Su historia, sin embargo, es mucho más amplia y paralela a la del desarrollo cultural, económico y social del país (muchos de sus cursos se remontan a los propios fundamentos del sistema de educación superior brasileño).
En sus inicios, la universidad estaba compuesta por la "Escola Politécnica" (Escuela Politécnica, fundada el 17 de diciembre de 1792 como Real Academia de Artillería, Fortificación y Diseño, durante el reinado de la reina portuguesa María I), la "Faculdade Nacional de Medicina" (Escuela Nacional de Medicina, fundada el 2 de abril de 1808, por Dom João VI con el nombre de Academia de Medicina y Cirugía) y por la "Faculdade Nacional de Direito" (Facultad Nacional de Derecho, que surgió tras la fusión entre la Facultad de Ciencias Jurídicas y Sociales y la Facultad Libre de Derecho - ambas reconocidas por el Decreto Ley 693 del 1 de octubre de 1891).

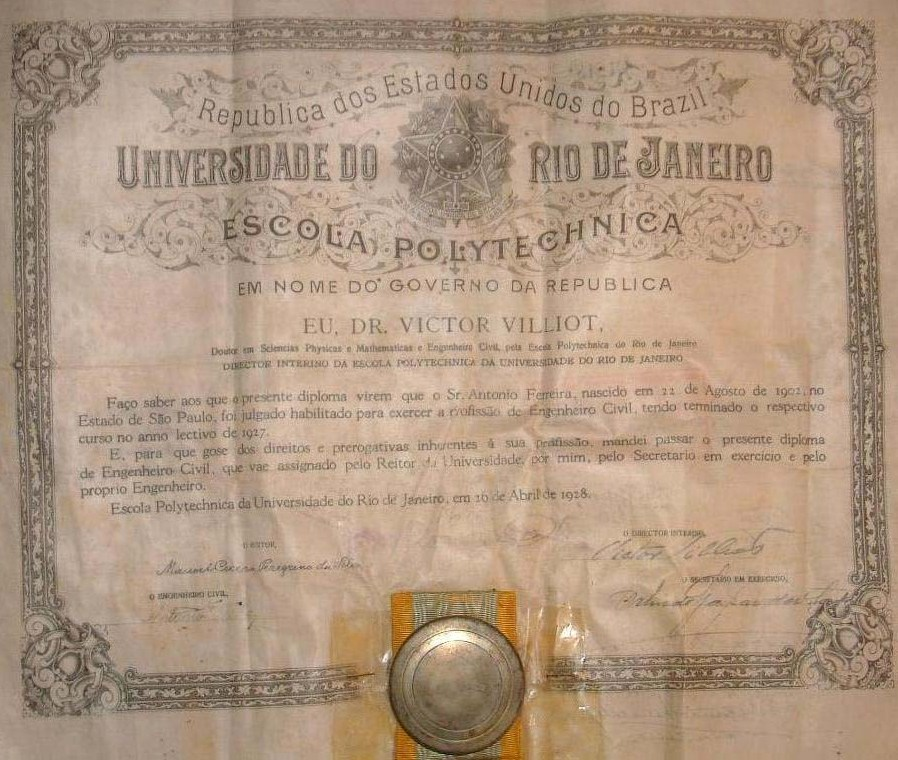
Diploma de 1928 certificado por la entonces Universidad de Río de Janeiro.

A estas unidades iniciales se añadieron progresivamente otras, como la "Escola Nacional de Belas Artes" y la "Faculdade Nacional de Filosofia". Gracias a estos logros, la UFRJ desempeñó un papel crucial en la implantación de la enseñanza superior brasileña, que de hecho era una aspiración de la élite intelectual brasileña desde la época colonial del país. Debido a la larga tradición de sus cursos pioneros, la universidad funcionó como el "molino erudito" sobre el que se moldearon la mayoría de las instituciones de educación superior posteriores de Brasil.

### Reestructuración

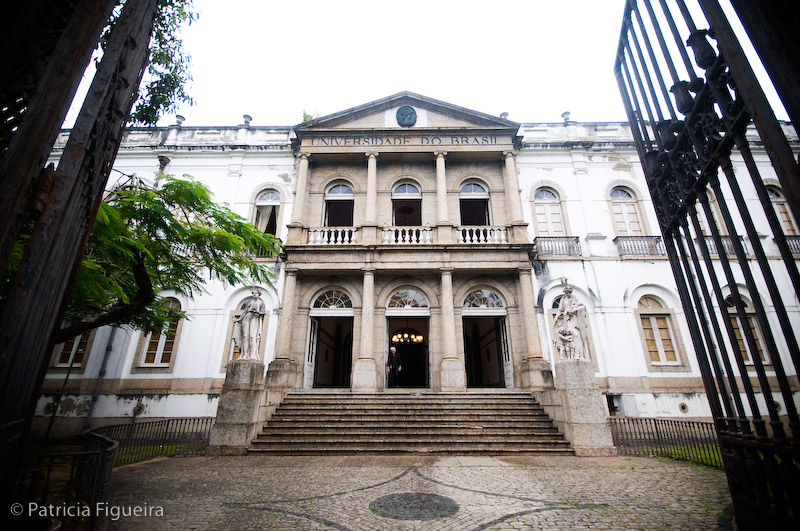
Palacio de la Universidad, edificio neoclásico terminado en 1842. En primer plano, la Caridad Estatua, símbolo de la piedad hacia los enfermos (la instalación funcionaba originalmente como hospicio).

En 1937, el ministro de educación de Getúlio Vargas, Gustavo Capanema, anunció una reforma del sistema educativo, en virtud de la cual la institución pasó a llamarse "Universidad de Brasil". El cambio reflejaba el objetivo del gobierno de controlar la calidad del sistema nacional de enseñanza superior, principalmente estableciendo un estándar al que tendrían que ajustarse todas las demás universidades. Tal decisión estuvo fuertemente influenciada por el concepto francés de universidad -aquella en la que las escuelas que la componen están aisladas para asumir un método específico de enseñanza profesionalizante bajo fuerte control estatal-, que contrastaba con el modelo alemán visto, por ejemplo, en la Universidad de São Paulo, fundada en 1934.
Los primeros años de la década de 1950 marcaron la institucionalización de la investigación en la universidad, lo que condujo a la implantación de institutos de investigación, personal académico a tiempo completo, instrucción de profesores altamente especializados y el establecimiento de asociaciones con organismos de financiación nacionales e internacionales.
En 1958, con motivo del 150º aniversario de la Facultad de Medicina de la UFRJ, la universidad se enfrentó a la necesidad urgente de una reforma estructural que estimulara una mayor participación y cooperación de profesores y alumnos con los asuntos universitarios y un uso más racional y eficiente de los recursos públicos. Tras una amplia secuencia de debates y consultas públicas, los planes de reforma resultantes en la Universidad de Brasil fueron rápidamente absorbidos por la comunidad científica, establecieron un nuevo estándar para la planificación universitaria nacional e influyeron incluso, entre otros, en las industrias de comunicación brasileñas y en las esferas de decisión del gobierno.
En 1965, bajo el gobierno del general Castelo Branco, la universidad alcanzaría la plena autonomía financiera, didáctica y académica - una condición llamada, según la legislatura brasileña, "autarquía" - y adquiriría su nombre actual, que seguía la norma aún vigente para la denominación de las universidades federales (es decir: Universidad Federal de nombre del Estado o región).
Tras el proceso de reforma, la universidad se vio impulsada a una fase de reestructuración más profunda y arriesgada que pretendía adecuar la institución al recién aprobado Decreto Ley de 13 de marzo de 1967 - una situación ampliamente considerada como demasiado audaz para una nación con una historia reciente como territorio independiente y una cultura que, heredando rasgos del dominio colonial portugués, enfatizaba mucho la tradición y la estabilidad.

### Actualidad
.

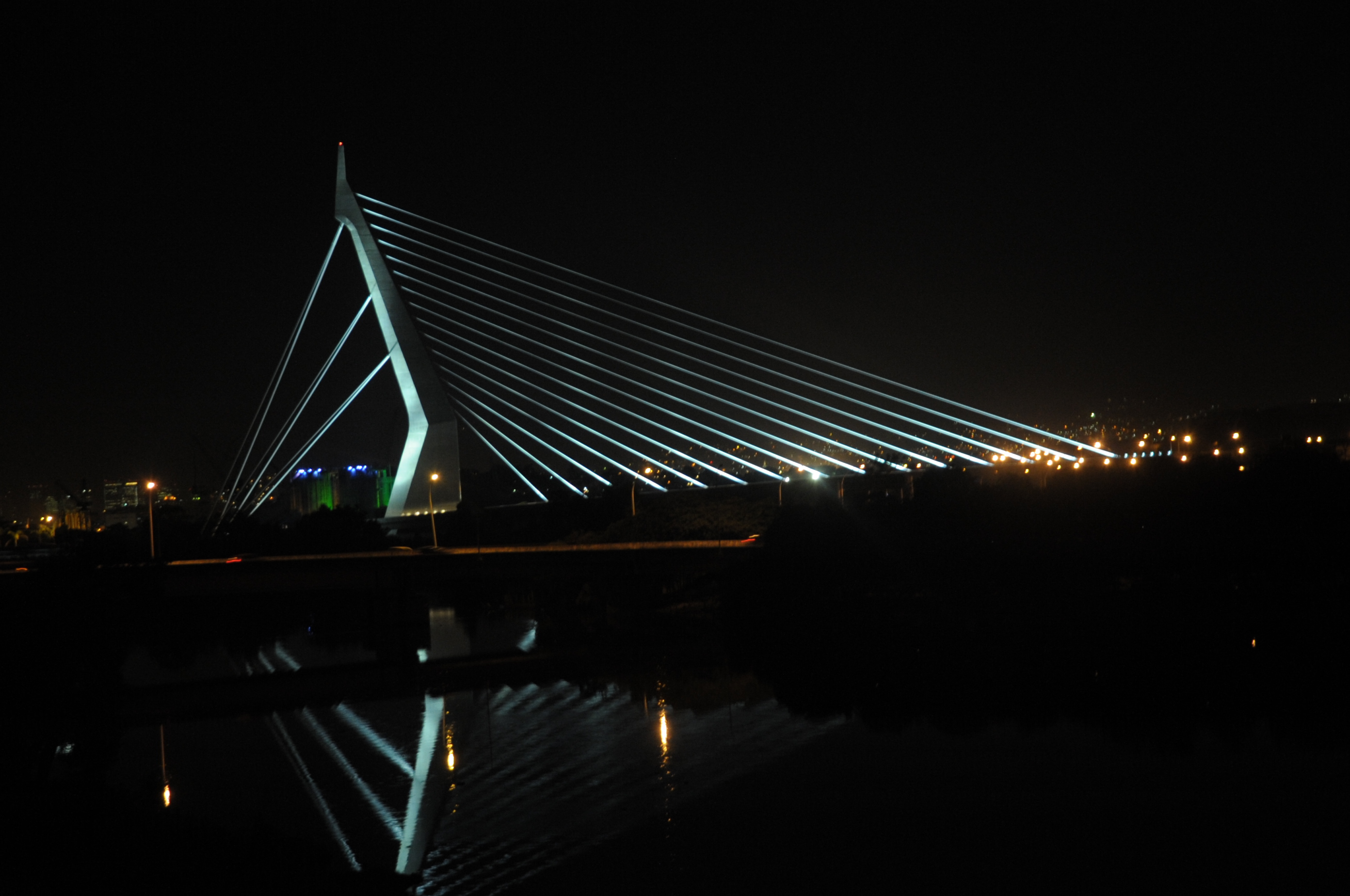
Ponte do Saber ("Puente del Conocimiento") es uno de los principales puntos de acceso al campus en Ilha do Fundão ("Isla del Patio")

La UFRJ mantiene una "política de puertas abiertas" con respecto a los extranjeros que llegan a ella para difundir o acumular conocimientos, lo que también permite oportunidades de prácticas o de trabajo para su personal docente en diferentes instituciones y áreas de investigación. El intercambio y las asociaciones internacionales son profusos, lo que lleva a tendencias reformistas que la mayoría de las veces conviven con éxito con los fuertes lazos tradicionales de la universidad.
La UFRJ adopta a la diosa romana Minerva -patrona de las Artes y de todas las profesiones; también asociada al conocimiento y a la intelectualidad- como su mascota, y muchas esculturas que representan a la diosa parecen repartidas por la institución. En el año 2000, la rectoría solicitó a la Justicia Federal que el nombre de la universidad volviera a ser "Universidad de Brasil", ya que el antiguo nombre había sido cambiado por un decreto arbitrario durante los años de dictadura militar del país. La petición fue aplazada, por lo que es correcto dirigirse a la universidad por cualquiera de los dos nombres.
La universidad gestiona un ambicioso programa de cursos de extensión, que consiste sobre todo en ofrecer educación a tiempo completo a personas sin recursos económicos y de diversa formación. Además, la UFRJ contribuye en gran medida a la salud pública de Río de Janeiro con sus nueve hospitales universitarios, que cubren más de mil plazas, y su profunda integración con la red de tratamiento sanitario del Estado. En 2010, la institución obtuvo una evaluación "muy buena" y la máxima puntuación en el Índice General de Cursos Universitarios del Ministerio de Educación ("Índice Geral de Cursos", o IGC en portugués). Su claro énfasis en la investigación alude al lema personal de uno de sus más famosos y distinguidos científicos:
En una universidad se enseña porque se investiga.Carlos Chagas hijo

## Centros
La Universidad se divide en "Centros" y en unidades independientes:
- Centro de Ciências da Saúde (CCS), incluye
  - Instituto de Biología (IB).
  - Escola de Enfermagem Anna Nery (EEAN).
  - Hospital Universitário Clementino Fraga Filho (HUCFF).
  - Faculdade de Farmácia (FF).
  - Faculdade de Medicina (FM).
  - Faculdade de Odotonlogia (FO).
  - Escola de Educação Física e Desportos (EEFD).

- Centro de Ciências Jurídicas e Econômicas (CCJE) - (Leyes y economía), incluye
  - Faculdade de Administração e Ciências Contábeis (FACC).
  - Faculdade Nacional de Direito (FD).
  - Instituto de Economía (IE).

- Centro de Ciências Matemáticas e da Natureza (CCMN) - (Ciencias)
  - Instituto de Matemática (IM).
  - Instituto de Física (IF).
  - Instituto de Química (IQ).
  - Instituto de Geociências (IGEO).
  - Observatório do Valongo (OV)

- Centro de Filosofía e Ciências Humanas] (CFCH).
  - Escola de Serviço Social] (ESS).
  - Instituto de Filosofía e Ciências Sociais] (IFCS).
  - Instituto de Psicología (IP).
  - Faculdade de Educação (FE).

- Centro de Letras e Artes (CLA) - (Artes y letras), incluye
  - Escola de Belas Artes (Escuela de Bellas Artes)
  - Faculdade de Letras (FL)
  - Escola de Música
  - Faculdade de Arquitetura e Urbanismo (FAU)

- Centro de Tecnología (CT).
  - Escola Politécnica (POLI).
  - Escola de Química (EQ).

## Institutos
- Museu Nacional
- Casa da Ciência
- CAp UFRJ